# Hugo von Mâcon
Hugo von Mâcon (Hugo Matisconensis) ist ein französischer Autor des 13. Jahrhunderts, der einen mehrere tausend Verse umfassenden Zyklus von Rittergeschichten in mittellateinischer Sprache verfasst hat. Dieses einzige ihm bisher zugeschriebene Werk mit dem Titel Gesta militum diente in Burgund eine Zeit lang als Schulbuch für den städtischen Adel und das frühe Bürgertum.

## Leben
Hugo von Mâcon wurde um das Jahr 1220 oder früher geboren. Den Beinamen „von Mâcon“ erhielt er, weil er entweder im burgundischen Mâcon geboren wurde oder in späteren Jahren dort lebte. Zwischen ca. 1240 und 1245 studierte er Freie Künste, vermutlich an der Universität von Paris, und schloss das Studium als Magister Artium ab. Nach dem Studium versah er wohl zunächst eine Professur an der Artes-Fakultät, um sich später als Lehrer niederzulassen, entweder an einer bischöflich lizenzierten Privatschule, wie sie seit einem Erlass Papst Innozenz III. in verschiedenen Städten nachweisbar sind, oder an einer Dom- oder Kathedralschule, die nach den Bestimmungen des vierten Laterankonzils Grammatiklehrer beschäftigen sollten. Über sein Leben liegen keine primären Quellen vor. Anhaltspunkte können nur aus seinem Werk, den „Gesta militum“, und aus deren Überlieferung gezogen werden. Die beiden vollständigen Handschriften der Gesta militum nennen den Namen des Autors, Hugo von Mâcon. Guido de Grana, der das Werk für den Schulunterricht kommentiert hat, bezeichnet Hugo von Mâcon als Magister. Die britischen Historiker John Bale und John Pits vermerken, Hugo von Mâcon sei einem Hof assoziiert gewesen und habe die „Gesta militum“ als junger Mann geschrieben. Außerdem sei er Engländer gewesen und habe weitere Werke verfasst. Johann Albert Fabricius lokalisiert den Autor ebenfalls in England, allerdings erst um das Jahr 1490. Textimmanente Aspekte deuten darauf hin, dass Hugo von Mâcon über das Studium der Freien Künste hinaus auch Theologie studiert hat oder selbst Kleriker war: der allgemeine theologische Diskurs, die überlieferungs- und motivgeschichtliche Nähe zum Werk des bedeutenden Predigers Etienne de Bourbon, die ausgeprägte Misogynie und die heftig propagierte Askese. Möglicherweise hatte er Verbindungen zum Orden der Dominikaner oder auch der Zisterzienser, da alle überlieferten Handschriften der Gesta militum in Clairvaux entstanden sind.

## Werk

### Struktur derGesta militum
Die Gesta militum sind ein Zyklus kleinepischer Verserzählungen  aus der Mitte des 13. Jahrhunderts. Kurz nach ihrer Entstehung wurden sie von Guido de Grana für den Schulunterricht kommentiert. Da die mittelalterliche Literatur keine obligaten Titel kennt, wird das Werk mit der Formulierung „De militum gestis memorabilibus“ oder, verkürzt, Gesta militum bezeichnet, die vom Kommentator Guido de Grana stammt.
Der aus ca. 3000 elegischen Distichen bestehende Text ist in neun Bücher eingeteilt, die den neun Musen gewidmet sind. Jedes Buch erzählt eine abgeschlossene Rittergeschichte. Eine Rahmenhandlung bettet die einzelnen Erzählungen ein und gibt Hinweise auf die Deutung des gesamten Zyklus. Die Prologe zu den neun Büchern enthalten jeweils einen Musenanruf, eine Demutsformel des Dichters und die Ankündigung einer neuen Erzählung. Das letzte Buch beschließt eine Doxologie der Trinität. Die Rahmenhandlung erzählt, wie der Dichter aus der Musenquelle Hippokrene trinken will, aber von den Musen abgewiesen wird, weil er noch zu unerfahren ist. Um sein Talent zu erproben, muss er nach dem Prinzip von Tausendundeiner Nacht oder dem Decamerone jeder Muse eine Geschichte erzählen, bis alle neun Musen schließlich befriedigt sind und ihn trinken lassen. Damit ist sein Ruhm als Dichter gesichert und der Zyklus abgeschlossen.

### Inhalt derGesta militum

#### Erstes Buch
Das erste Buch erzählt die Geschichte eines Ritters, der durch seine Tugend zum Vertrauten des französischen Königs aufsteigt, jedoch von einem Rivalen verleumdet wird. Als dieser ihn des Ehebruchs mit der Königin bezichtigt, entzieht ihm der König das Vertrauen. Während einer Pilgerreise nach Santiago de Compostela besiegt der Ritter einen Usurpator, der sich den Herrschaftsbereich einer verwitweten Fürstin aneignen will. Nach Paris zurückgekehrt schlägt er seinen Widersacher im Zweikampf. Als Treuebeweis muss er außerdem unbewaffnet gegen einen Löwen antreten. Obwohl seine Ehre mit dem Sieg über die Bestie wiederhergestellt ist, verlässt er den Königshof und zieht als Kreuzfahrer ins Heilige Land.

#### Zweites Buch
Der Protagonist des zweiten Buches ist ein böser Raubritter, der im Affekt einen Priester ersticht. Seine fromme Ehefrau bittet ihn, Buße zu tun. Er beichtet einem Bischof, der ihm als Bußübung auferlegt, eine Nacht in einer Kapelle zu verbringen und dabei nicht zu sprechen. In dieser Nacht wird er dreimal vom Teufel heimgesucht, einmal in Gestalt seiner Gattin, einmal als Kaufmann, einmal mit dem Antlitz des Bischofs. Doch der Ritter lässt sich nicht beirren und führt von da an ein gottgefälliges Leben.

#### Drittes Buch
Im dritten Buch steht ein Ritter im Mittelpunkt, dessen Ehefrau der Todsünde der Eitelkeit verfallen ist. Nach ihrem plötzlichen Tod erscheint sie ihrem Mann als Wiedergängerin ohne Kopf. Sie lädt ihn zum ehelichen Geschlechtsverkehr ein. Der gottesfürchtige Ritter zweifelt an ihrer Identität und holt sich zwei Dominikaner zu Hilfe, die sie in einen philosophischen Disput verwickeln. Scholastische Argumentationsstrategien und Kenntnisse entlarven das Gespenst als den Teufel. Nach dem Exorzismus lebt der Ritter fortan im Zölibat.

#### Viertes Buch
Wie das erste Buch erzählt auch das vierte Buch von einem Ritter, den der König erst zu seinem Vertrauten macht, der dann aber von einem Rivalen des Ehebruchs mit der Königin bezichtigt wird. Der König schickt den Ritter unter einem Vorwand zur Kalkbrennerei, wo ihn der Kalkbrenner ins Feuer stoßen soll. Da der Ritter vor seinem Aufbruch die hl. Messe besucht, verspätet er sich. Wegen dieser Verzögerung gelangt sein Rivale, der ihn zu verfolgen glaubt, vor ihm an und wird statt seiner getötet. Durch diesen Zufall gerettet verlässt der Ritter den Königshof und geht an den Hof des Kaisers. Wieder wird er verleumdet. Seinen neuerlichen Widersacher besiegt er im Zweikampf. Auf Befehl des Kaisers muss er als Treuebeweis von einer hohen Felswand springen. Er überlebt auf wundersame Weise und setzt sein Leben als Eremit fort.

#### Fünftes Buch
Das fünfte Buch handelt zunächst von der Fernliebe eines Ritters zu einer Gräfin aus Zypern. Am zypriotischen Hof tritt der Ritter als fahrender Sänger auf und wirbt um die verheiratete Gräfin. Als Liebesbeweis siegt er im Turnier und sie erweist ihm ihre Gunst. Als in seiner Heimat ein Aufstand ausbricht, reist er ab. Zu Hause vermählt er sich mit einer jungen Frau, die bald darauf stirbt. Das Gespenst der toten Gattin erscheint ihm eines Nachts auf einem Jagdausflug in einem Reigen tanzender Frauen und Männer. Er entführt die Wiedergängerin und geht eine Mahrtenehe mit ihr ein. Das Sageverbot, das sie ihm erteilt, wird erst vom gemeinsamen Sohn gebrochen. Daraufhin verschwindet sie endgültig und der Ritter büßt seine Vergehen lebenslang mit vielen Almosen.

#### Sechstes Buch
Im sechsten Buch wird ein Ritter vorgestellt, der die Ehe bricht. Um sich des Nebenbuhlers zu entledigen, täuscht der betrogene Ehemann vor, er wolle in Begleitung seiner Frau an einem Kreuzzug teilnehmen. Daraufhin reist der Liebhaber seinerseits ins Heilige Land. In Jerusalem schließt er sich den Templern an und wird in einer Schlacht gegen die Sarazenen schwer verwundet. Ein Engel heilt seine Wunden und weicht nicht mehr von seiner Seite. Doch dessen Verhalten gibt dem Ritter Rätsel auf: Der Engel tötet den Sohn einer frommen Familie, stiehlt einem Einsiedler seinen silbernen Becher und gibt ihn an einen habgierigen Reichen weiter. Nachdem der Engel die tiefere Bedeutung dieser Taten erläutert hat, zieht sich der Ritter als Eremit aus der Welt zurück.

#### Siebtes Buch
Wie das sechste Buch schildert auch das siebte Buch einen Ritter, der die Ehe bricht. Der betrogene Ehemann zwingt ihn zur Abreise. Auf dem Weg nach Santiago de Compostela verbringt der Ritter eine Nacht in einem Geisterschloss. Die Tochter des monströsen Hausherrn bittet ihn, eine gefangene Jungfrau und deren Bruder aus dem Gewahrsam ihres Vaters zu befreien. Gemeinsam mit den Gefangenen und der Tochter gelingt dem Ritter die Flucht. Eine weitere schreckliche Nacht in einem anderen Geisterschloss folgt. Am nächsten Tag sucht der Ritter einen Eremiten auf, dessen Worte ihn tief beeindrucken. Er setzt seine Reise fort und verweilt den Rest seines Lebens in Santiago de Compostela.

#### Achtes Buch
Das achte Buch beschreibt erneut die Liebe eines Ritters zu einer verheirateten Frau. Eines Tages bricht er zu einem Turnier auf, ohne sich zu verabschieden. Die Frau beginnt an seiner Liebe zu zweifeln und schickt ihm ein weißes Gewand, das er statt seiner Rüstung im Turnier tragen soll. Der Ritter verliert vor Verzweiflung vorübergehend den Verstand und irrt im Wald umher. Doch dann er erfüllt ihre Forderung und wird im Kampf schwer verletzt. Das blutbefleckte Gewand sendet er seiner Geliebten als Beweis, mit der Aufforderung, dass sie es ebenfalls trage, und zwar vor aller Augen in der Kirche. Als sie es tut, wird sie von ihrem Ehemann zur Rede gestellt. Der wieder genesene Ritter legt die Beichte ab, entsagt seiner Liebe und führt ein Leben in Buße.

#### Neuntes Buch
Das neunte Buch setzt als einziges mit einer Kindheitserzählung ein. Ein Findelkind adliger Abstammung wächst bei einer Bäuerin auf und träumt davon, ein Ritter zu sein. Eine Nymphe verführt den Knaben und klärt ihn über seine Herkunft auf. Daraufhin reist er zu seinem leiblichen Onkel, der ihn von seinem Erbteil fernhalten will. Also sucht der junge Ritter Âventiure in der Fremde. Als Erstes befreit er eine Jungfrau aus der Gewalt zweier Riesen. Dann steht er einem jungen König im Krieg gegen die Heiden bei. Er wird verwundet, sticht in See und strandet an einer von Affen bewohnten Insel. Dort wird er von Piraten gefangen genommen und als Sklave an eine heidnische Königin verkauft. Der Ritter bietet ihr seine Hilfe gegen einen fremden Usurpator an und besiegt diesen nach langen Kämpfen. Er verzichtet auf die Ehe mit der Königin und zieht nach Nazareth, wo er sein Leben als Eremit beschließt.

### Intertextualität und literarhistorische Bedeutung
Motive, Stoffe und Erzählmuster der Gesta militum stammen einerseits aus lateinischen Epen wie dem Anticlaudianus des Alanus ab Insulis, aus Exempelsammlungen und Legenden, andererseits aus altfranzösischen und mittelhochdeutschen Romanen, Fabliaux und Mären. Der Autor hat neben mündlich überliefertem Material fast das gesamte Spektrum geistlicher und weltlicher Literatur seiner Zeit als Inspirationsquelle genutzt. Wie in mittellateinischer Literatur üblich sind auch Bezüge zu antiken, biblischen und patristischen Texten deutlich, vor allem zu den Metamorphosen des Ovid.
Das Hybrid, das der Autor geschaffen hat, ist ein Beispiel dafür, wie lateinisch schreibende Autoren des späteren Mittelalters Themen und Erzählmuster aus der blühenden weltlichen Erzählliteratur aufgriffen und sowohl ästhetisch als auch moralisch neu definierten. Aus dem Repertoire des höfischen Romans stammen die geschilderten Turniere, Begegnungen mit Riesen und Ungeheuern und Liebeswerbungen, aus den Fabliaux das populäre Thema des Ehebruchs. Zudem erleben die Protagonisten Âventiuren nach dem Vorbild der französischen Artusepik, die zum Teil sogar in einem doppelten Cursus aufgehen. Während jedoch im höfischen Roman die Âventiure selbst der Weg zur Vollkommenheit und Glückseligkeit ist, erkennen die Ritter der ‚Gesta militum‘ nach dem Ende der Âventiuren darin einen Irrweg. Als Alternative zur ritterlichen Tugend wählen sie den Weg der Askese. Askese bewahrt sie vor den Todsünden, den eigenen oder den der anderen. Alle sieben Todsünden werden in den einzelnen Erzählungen ausführlich exemplifiziert, sodass man in dem Zyklus auch eine ins Narrative gewendete Spielart gewisser Exempelsammlungen sehen kann, die nach dem Vorbild von Lasterkatalogen aufgebaut und äußerst geläufig waren.
Didaktisch zielt das Werk darauf ab, eine radikale Laienaskese zu propagieren. Die kollektive höfische Ethik wird verworfen und durch eine moderne Individualethik in der Tradition Abaelards ersetzt. Durch ihr offenes Identifikationsangebot zeichnen gerade die exemplarischen und wenig personalisierten Figuren die Hinwendung zur Eigenverantwortlichkeit vor. Unterstützt wird diese Tendenz durch die überraschende Subversion des Textes, die mithilfe fantastischer und ironischer Elemente und durch narrative Brüche den rationalen Ablauf und zeittypischen Realismus der Erzählungen bewusst stört. Sie verschleiert zum einen die vordergründige Absicht der Erbauung, zum anderen versetzt sie den Leser in einen Status kritischer Souveränität, der das eigene Gewissen zur wichtigsten Urteilsinstanz erhebt.
Die Gesta militum sind ein formales Experiment mit hohem didaktischem Anspruch. Das Geschick des Autors, einzelne Motive zu umfangreichen Erzählungen auszuarbeiten, ein Verfahren, das hundert Jahre später Giovanni Boccaccio perfektioniert hat, weist trotz der konventionellen metrischen Form in die Zukunft der erzählenden Prosa.

### Datierung und Überlieferung
Guido de Grana, der seinen Kommentar vor 1278 verfasst haben muss, datiert die Veröffentlichung der Gesta militum auf die Zeit des Generalkonzils in Lyon unter Innozenz IV. im Jahr 1245. Diese Zeitangabe deckt sich mit textimmanenten und intertextuellen Datierungshinweisen, beispielsweise drei Similien mit dem Epos De triumphis ecclesie des Professors an der Pariser Artes-Fakultät, Johannes de Garlandia, das im selben Jahr abgeschlossen wurde. Die Gesta militum sind in zwei Handschriften der Bibliothèque municipale in Troyes mit den Signaturen 906 und 2139 komplett überliefert. Beide wurden im 15. Jahrhundert (erstes Viertel bzw. 1482) in Clairvaux angefertigt und enthalten keinen weiteren Text bis auf ein eingeklebtes Einzelblatt mit einem Fragment des Fabliau de Richeut in Ms. 2139. Diese jüngere Handschrift nennt den Namen des Schreibers, Johannes de Vepria, Prior in Clairvaux. Außerdem existiert in Paris, Sainte-Geneviève, unter der Signatur 3196 ein Florileg, das ebenfalls um 1500 in Clairvaux hergestellt wurde und 824 Verse aus den Gesta militum überliefert. Die Verse sind rubriziert und finden sich zwischen Werken von Petrus Riga und Francesco Petrarca. Mindestens drei weitere Handschriften der Gesta militum sind verloren gegangen: eine aus dem westflämischen Zisterzienserkloster Ten Duinen, eine aus Évreux und eine aus dem Syon-Kloster in Twickenham.

## Bibliografie

### Edition
Hugo von Mâcon, Gesta militum, ed. Ewald Könsgen (Mittellateinische Studien und Texte 18), 2 Bände, Leiden / New York et al. 1990.
Rezensionen: Pascale Bourgain in: Bibliotheque de l’école des Chartes. Band 149, 1991, S. 451–453; Wolfgang Maaz in: Fabula. Band 33, 1992, S. 146–149; Christopher J. McDonough in: Mittellateinisches Jahrbuch. Band 28, 1993, S. 186–193.